# Lathrolestes nigircollis
Lathrolestes nigircollis là một loài tò vò trong họ Ichneumonidae.